# 深目國

圖出自《古今圖書集成·方輿彙編·邊裔典·第一百三十九卷》

深目國是《淮南子》所記海外三十六國之一，其民稱作深目民，其樣貌多為一手一眼，以魚為食，由郭璞所言可能為胡人，依《逸周書·卷七·王會》推測其人可能為南方兩廣一帶的少數民族。
在《山海經·海外北經》以及《大荒北經》中有所記載，在《鏡花緣》裡曾出現過。